# Lijst van wachtposten aan de spoorlijn Alkmaar - Hoorn
Dit is een onvolledige numeriek oplopende Lijst van wachtposten aan de Spoorlijn Alkmaar - Hoorn. Een wachtpost was een huisje waarin de baanwachter woonde. Hij of zij opende en sloot de overwegbomen wanneer er een trein passeerde.
Alle huisjes werden omstreeks 1898 naar een standaardontwerp door de Hollandsche IJzeren Spoorweg-Maatschappij gebouwd.
Rond 1950 werden veel huisjes gesloopt omdat ze hun oude functie verloren.
Wanneer er achter de straatnaam een asterisk staat, wil dat zeggen dat de overgang niet meer bestaat. Bij een aantal huisjes staat de straatnaam aangegeven, die in de buurt van de oude overweg ligt.
| Wachtpost | Straat                     | Plaats        | Bouwjaar | Sloopjaar | Extra informatie                                                                                            | Coördinaten                      | Afbeelding |
| --------- | -------------------------- | ------------- | -------- | --------- | --- | -------------------------------- | ---------- |
| 1         | Van Noortwijklaan          | Heerhugowaard | 1898     | Onbekend  | | 52° 40' 36" NB, 4° 50' 16" OL    |            |
| 2         | Middenweg                  | Heerhugowaard | 1870     | 1950      | Bij Halte Middelweg                                                                                         | 52° 40' 46" NB, 4° 50' 57" OL    |            |
| 3         | Oostdijk                   | Heerhugowaard | 1898     | Onbekend  | | 52° 40' 43" NB, 4° 52' 37" OL    |            |
| 4         | Einde Stationsweg          | Obdam         | 1898     | -         | Bestaat nog, samen met het stationsgebouw van Obdam de enige overgebleven originele gebouwen langs de lijn. | 52° 40' 42.8" NB 4° 54' 17.2" OL |            |
| 5         | Dorpsstraat                | Obdam         | 1898     | Onbekend  | | 52° 40' 39.4" NB 4° 54' 38.8" OL |            |
| 6         | Dubbelspoor*               | Obdam         | 1898     | Onbekend  | Stond niet aan een spoorwegovergang                                                                         | 52° 40' 31" NB, 4° 55' 6" OL     |            |
| 7         | Noord Spierdijkerweg       | Spierdijk     | 1898     | Onbekend  | Bij Stopplaats Spierdijk                                                                                    | 52° 40' 2" NB, 4° 56' 52" OL     |            |
| 8         | Koggeweg                   | Zuidermeer    | 1898     | Onbekend  | | 52° 39' 51" NB, 4° 57' 34" OL    |            |
| 9         | Zuidermeerweg              | Zuidermeer    | 1898     | 1991      | Bij Stopplaats Zuidermeer                                                                                   | 52° 39' 40" NB, 4° 58' 28" OL    |            |
| 10        | Grootweg                   | Berkhout      | 1898     | Onbekend  | | 52° 39' 20" NB, 4° 59' 57" OL    |            |
| 11        | Bobeldijk                  | Berkhout      | 1898     | Onbekend  | Bij Stopplaats Bobeldijk-Berkhout                                                                           | 52° 39' 14" NB, 5° 0' 17" OL     |            |
| 12        | Berkhouterdijk             | Hoorn         | 1898     | Onbekend  | | 52° 38' 43" NB, 5° 2' 10" OL     |            |
| 13        | Langs de baan. Nu Dampten. | Hoorn         | 1898     | Onbekend  | Bij de aansluiting op de lijn Zaandam - Hoorn                                                               | 52° 38' 41" NB 5° 02' 39." OL    |            |